# Doctor Who: Series 4 (саундтрек)
Doctor Who: Series 4 (Original Television Soundtrack) (рус. «Доктор Кто»: Сезон 4) — альбом саундтреков, содержащий музыку из 4-го сезона телесериала «Доктор Кто». Композитор — Мюррей Голд. Дирижёр — Бен Фостер. Альбом вышел 17 ноября 2008 года. В треках 12 и 19 принимала участие вокалистка Мелани Пэппенхайм, в треке 6 — контратенор Марк Чемберс.

## Список треков
| № трека | Трек                                     | Ассоциирующаяся история                  | Длительность |
| ------- | ---------------------------------------- | ---------------------------------------- | ------------ |
| 1       | «Doctor Who Series Four Opening Credits» | Все эпизоды                              | 0:45         |
| 2       | «A Noble Girl About Town»                | «Соучастники»                            | 2:12         |
| 3       | «Life Among the Distant Stars»           | «Соучастники»                            | 2:28         |
| 4       | «Corridors and Fire Escapes»             | Разные эпизоды                           | 1:13         |
| 5       | «The Sybilline Sisterhood»               | «Огни Помпей»                            | 1:53         |
| 6       | «Songs of Captivity and Freedom»         | «Планета удов»                           | 4:03         |
| 7       | «UNIT Rocks»                             | «План сонтаранцев» / «Отравленное небо»  | 1:11         |
| 8       | «The Doctor’s Daughter»                  | «Дочь Доктора»                           | 1:37         |
| 9       | «The Source»                             | «Дочь Доктора»                           | 3:20         |
| 10      | «The Unicorn and the Wasp»               | «Единорог и оса»                         | 3:09         |
| 11      | «The Doctor’s Theme Series Four»         | «Украденная Земля»                       | 2:45         |
| 12      | «Voyage of the Damned Suite»             | «Путешествие проклятых»                  | 10:21        |
| 13      | «The Girl with No Name»                  | «Тишина в библиотеке» / «Лес мертвецов»  | 2:45         |
| 14      | «The Song of Song»                       | «Тишина в библиотеке» / «Лес мертвецов»  | 2:13         |
| 15      | «All in the Mind»                        | «Тишина в библиотеке» / «Лес мертвецов»  | 1:16         |
| 16      | «Silence in the Library»                 | «Тишина в библиотеке» / «Лес мертвецов»  | 2:56         |
| 17      | «The Greatest Story Never Told»          | «Тишина в библиотеке» / «Лес мертвецов»  | 6:16         |
| 18      | «Midnight»                               | «Полночь»                                | 3:07         |
| 19      | «Turn Left»                              | «Поверни налево»                         | 2:21         |
| 20      | «A Dazzling End»                         | «Поверни налево»                         | 2:14         |
| 21      | «The Rueful Fate of Donna Noble»         | «Поверни налево», «Конец путешествия»    | 2:44         |
| 22      | «Davros»                                 | «Украденная Земля» / «Конец путешествия» | 2:03         |
| 23      | «The Dark and Endless Dalek Night»       | «Украденная Земля» / «Конец путешествия» | 3:43         |
| 24      | «A Pressing Need to Save the World»      | «Украденная Земля» / «Конец путешествия» | 4:50         |
| 25      | «Hanging on the Tablaphone»              | «Украденная Земля» / «Конец путешествия» | 1:04         |
| 26      | «Song of Freedom»                        | «Украденная Земля» / «Конец путешествия» | 2:51         |
| 27      | «Doctor Who Series Four Closing Credits» | Все эпизоды                              | 1:06         |